# Campionati europei di atletica leggera 1946 - 800 metri piani
Gli 800 metri piani maschili ai campionati europei di atletica leggera 1946 si sono svolti dal 22 al 24 agosto 1946.

## Podio
| Oro     | Rune Gustafsson Svezia         |
| Argento | Niels Holst-Sørensen Danimarca |
| Bronzo  | Marcel Hansenne Francia        |

### Semifinali
Passano alla finale i primi quattro atleti di ogni batteria (Q).

#### Semifinale 1
| Posizione | Nome                   | Nazionalità | Tempo  | Note             |
| --------- | ---------------------- | ----------- | ------ | ---------------- |
| 1         | Rune Gustafsson        | Svezia      | 1'51"1 | Q                |
| 2         | Marcel Hansenne        | Francia     | 1'52"2 | Q                |
| 3         | Jørgen Heller Andersen | Danimarca   | 1'52"2 | Q                |
| 4         | Richard Brancart       | Belgio      | 1'53"5 | Q                |
| 5         | Joseph Barthel         | Lussemburgo | 1'56"1 |                  |
| 6         | Óskar Jónsson          | Islanda     | 1'56"1 | Record nazionale |
| 7         | Dagfinn Fløisand       | Norvegia    | 1'58"4 |                  |
| 8         | Jan Staniszewski       | Polonia     | 2'00"7 |                  |

#### Semifinale 2
| Posizione | Nome                 | Nazionalità    | Tempo  | Note |
| --------- | -------------------- | -------------- | ------ | ---- |
| 1         | Niels Holst-Sørensen | Danimarca      | 1'54"2 | Q    |
| 2         | Olle Ljunggren       | Svezia         | 1'54"7 | Q    |
| 3         | Robert Chef d'Hôtel  | Francia        | 1'54"8 | Q    |
| 4         | Thomas White         | Gran Bretagna  | 1'54"8 | Q    |
| 5         | Karl Volkmer         | Svizzera       | 1'55"0 |      |
| 6         | Runar Björklöf       | Finlandia      | 1'55"8 |      |
| 7         | Tomas Sale           | Cecoslovacchia | 1'56"7 |      |
| 8         | Kjartan Jóhannsson   | Islanda        | 1'56"7 |      |
| 9         | Kaare Vefling        | Norvegia       | 1'57"3 |      |

### Finale
| Pos.    | Nome                   | Nazionalità   | Tempo  | Note |
| ------- | ---------------------- | ------------- | ------ | ---- |
| Oro     | Rune Gustafsson        | Svezia        | 1'51"0 |      |
| Argento | Niels Holst-Sørensen   | Danimarca     | 1'51"1 |      |
| Bronzo  | Marcel Hansanne        | Francia       | 1'51"2 |      |
| 4       | Olle Ljunggren         | Svezia        | 1'51"4 |      |
| 5       | Thomas White           | Gran Bretagna | 1'51"5 |      |
| 6       | Robert Chef d’Hôtel    | Francia       | 1'53"0 |      |
| 7       | Jørgen Heller Andersen | Danimarca     | 1'53"7 |      |
| 8       | Richard Brancart       | Belgio        | 2'02"2 |      |